# Ленжкі-Парцель
Ленжкі-Парцель (пол. Łężki-Parcel) — село в Польщі, у гміні Поддембиці Поддембицького повіту Лодзинського воєводства.
У 1975-1998 роках село належало до Серадзького воєводства.